# Compact Linear Collider

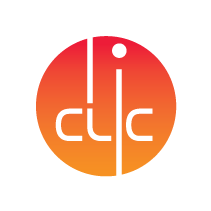
Compact Linear Collider Projekt

Der Compact Linear Collider (CLIC) ist ein Konzept eines zukünftigen Linearbeschleunigers, der in der Hochenergiephysik die Grenze erreichbarer Schwerpunktsenergien weiter erhöhen soll. Im CLIC sollen Elektronen und Positronen beschleunigt und zur Kollision gebracht werden. Das Projekt ist momentan die einzige ausgereifte Planungsvariante für einen solchen Linearbeschleuniger im Energiebereich bis zu mehreren TeV. Der Beschleuniger hätte eine Länge zwischen 11 und 50 km und wäre damit mehr als zehnmal länger als der Stanford Linear Accelerator in Stanford in Kalifornien. Es ist angedacht, CLIC am CERN in der Nähe von Genf als grenzüberschreitendes Projekt zwischen Frankreich und der Schweiz zu bauen. Der Baubeginn soll ab 2026 erfolgen und die  Inbetriebnahme ist für 2035 angesetzt, wenn der Large Hadron Collider am CERN seine Tätigkeiten eingestellt haben könnte.
CLIC würde eine neuartige Zweistrahl-Beschleunigertechnik bei einem Beschleunigungsgradienten von 100 MV/m verwenden. Es ist geplant, CLIC in drei Stufen auszubauen, sodass Teilchenkollisionen bei drei verschiedenen Schwerpunktsenergien bis zu 3 TeV stattfinden können, um das mögliche Spektrum neuer Physik im kompletten Energiebereich bestmöglich erkunden zu können. Derzeit ist weitere Forschungs- und Entwicklungsarbeit nötig, um hochpräzise physikalische Messungen unter den schwierigen Bedingungen eines solchen Teilchenstrahls durchführen zu können und störende Hintergrundeffekte auszublenden.
Ziel von CLIC soll die Entdeckung von Physik jenseits des Standardmodells sein, sowohl über Präzisionsmessungen von vorhergesagten physikalischen Größen als auch über die direkte Detektion bislang unbekannter Teilchen. Durch seine Konstruktion als Elektron-Positron-Collider wäre CLIC hochsensitiv auf Abweichungen im elektroschwachen Sektor des Standardmodells, deren Präzision die des LHC übertreffen würde. Die momentante Planung des CLIC beinhaltet ferner die Möglichkeit zur Polarisierung der Teilchenstrahlen.

## Hintergrund
Es existieren zwei wesentliche Arten von Teilchenbeschleunigern, die sich in der Art unterscheiden, welche Teilchen beschleunigt werden: Leptonen wie Elektronen und Positronen oder Hadronen, insbesondere Protonen und Antiprotonen. Hadronen sind aus Partonen zusammengesetzte Teilchen, die zu komplexeren Kollisionsereignissen führen. Jedes solche Ereignis muss in den „harten“ Prozess, bei dem zwei der Bestandteile der Hadronen miteinander wechselwirken und einen Hintergrund-Prozess, bei dem die Bruchstücke der Hadronen neu hadronisieren, unterteilt werden. Ferner ist nicht bekannt, welchen Impuls die wechselwirkenden Partonen hatten, sondern nur der Impuls des kompletten Hadrons. Dies schränkt die maximal erreichbare Präzision der Messungen ein. Leptonen hingegen sind Elementarteilchen, sodass der Anfangszustand im Kollisionsereignis exakt bekannt ist und weniger andere Teilchen in der Kollision erzeugt werden.
Andererseits haben Hadronen eine höhere Masse als Leptonen und können daher aufgrund der geringeren Energieverluste durch Synchrotronstrahlung in einem Ringbeschleuniger auf höhere Energien als Leptonen beschleunigt werden. Leptonen-Beschleuniger sind daher meist als Linearbeschleuniger mit einem erheblich höheren Platzbedarf ausgeführt.

## Ausbaustufen

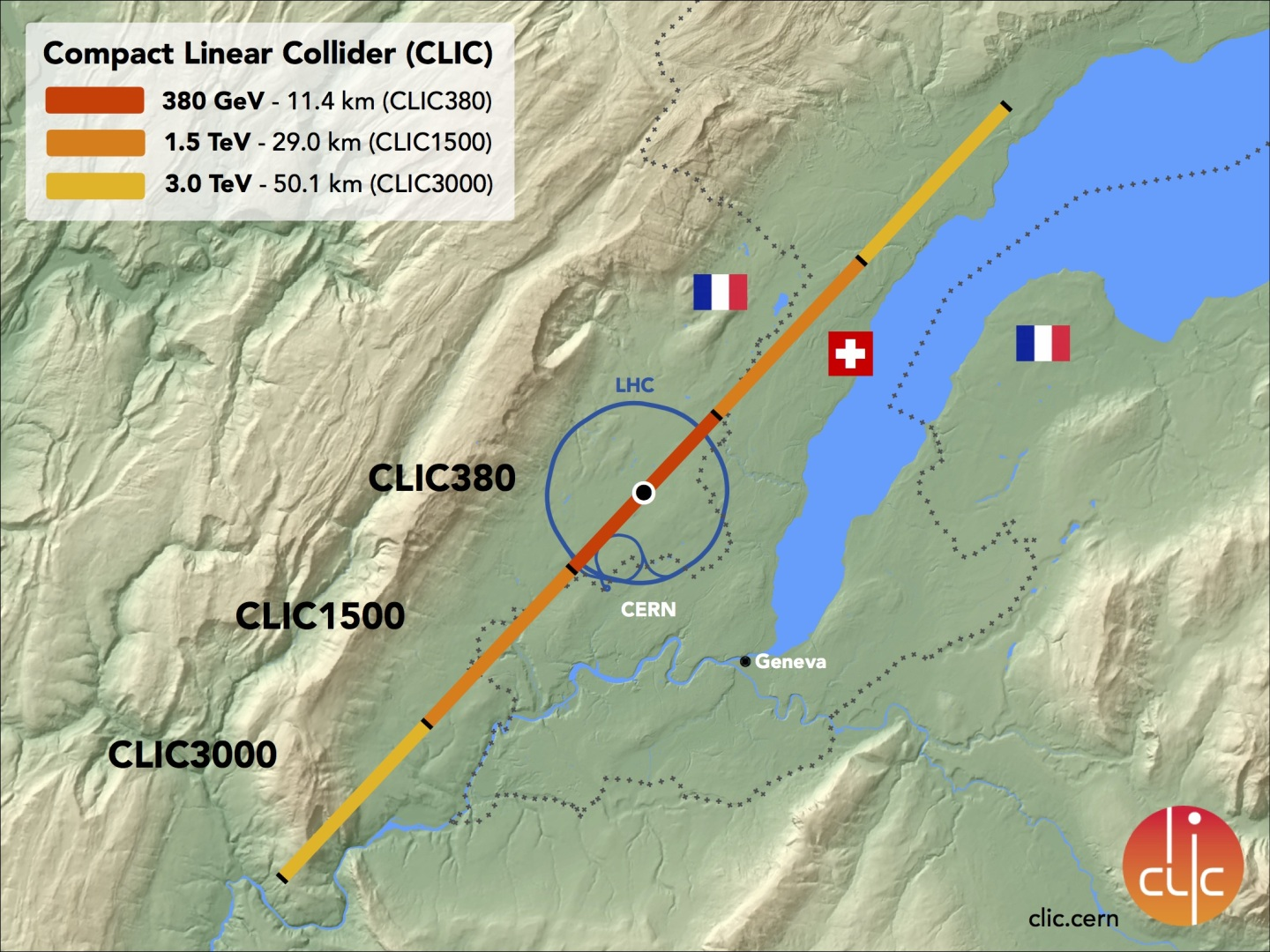
CLIC-Beschleuniger mit den Ausbaustufen 380 GeV, 1,5 TeV und 3 TeV

Für CLIC ist ein dreistufiger Ausbau geplant, wobei die erste Stufe bei 380 GeV, die zweite bei 1,5 TeV und die dritte bei 3 TeV operieren soll. Die integrierte Luminosität der einzelnen Stufen soll bei einer Laufzeit von insgesamt 27 Jahren 1 ab−1, 2,5 ab−1 beziehungsweise 5 ab−1 betragen. Die Wahl dieser Schwerpunktsenergien basiert auf den momentanen Daten, die durch den LHC gewonnen wurde und einer Untersuchung der CLIC-Stude.
Bereits bei 380 GeV hätte CLIC eine Überdeckung der kompletten Physik des Standardmodells; Energien jenseits dieser Grenze erlauben die Entdeckung neuer Physik sowie Präzisionsmessungen innerhalb des Standardmodells. Zusätzlich wird CLIC im Bereich um 350 GeV operieren, der die Schwelle zur Erzeugung von Top-Antitop-Paaren darstellt, mit dem Ziel, die Eigenschaften des Tops genauer zu bestimmen.

## Untersuchungsgegenstände

### Higgs-Physik
Bislang stimmen alle Ergebnisse der LHC-Experimente zum Higgs-Boson mit den Erwartungen des Standardmodells überein. Diese Experimente können allerdings manche Vorhersagen nur mit großen Messunsicherheiten testen. CLIC könnte einige Parameter, insbesondere die Stärke der Higgs-Kopplungen zu anderen Teilchen, mit größerer Präzision messen. Die Ausbaustufe bei 380 GeV erlaubte beispielsweise genaue modellunabhängige Messungen der Higgs-Boson-Kopplungen an Fermionen und Bosonen über Higgsstrahlungs- und Vektorboson-Fusions-Prozesse. Die zweite und dritte Ausbaustufe würden Zugriff auf Phänomene wie die Kopplung an das Top-Quark, seltene Higgs-Zerfälle und die Higgs-Selbstwechselwirkung ermöglichen.

### Top-Physik

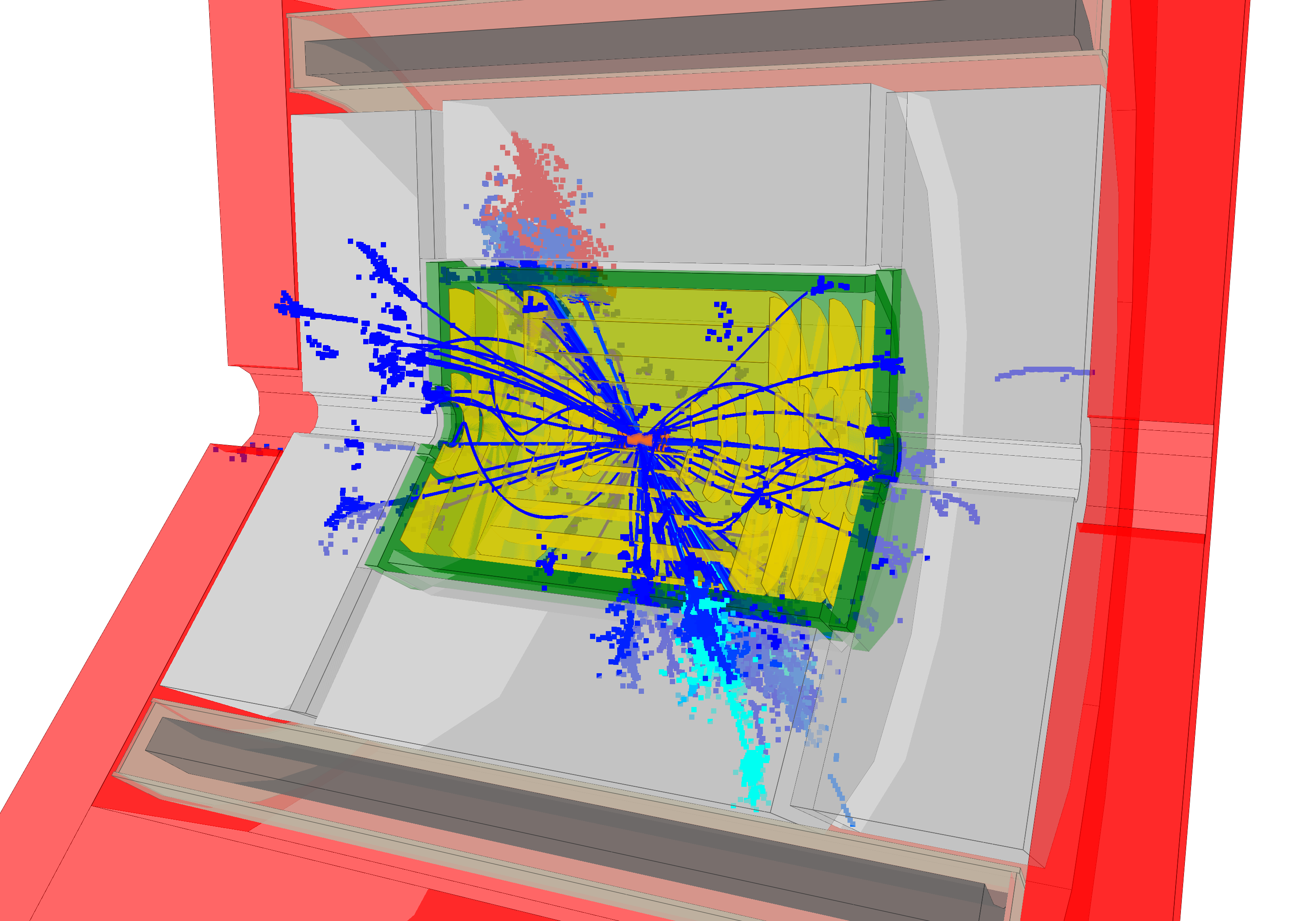
Ein rekonstruiertes Top-Event bei 3 TeV in einem simulierten CLIC-Detektor

Das Top-Quark als schwerstes bekanntes Elementarteilchen wurde bisher noch nicht in Elektron-Positron-Collidern untersucht. Ein vorrangiges Ziel des geplanten Top-Programms am CLIC ist eine Untersuchung der Energieschwelle zur Top-Antitop-Produktion bei ungefähr 350 GeV, um die Masse des Tops sowie andere Eigenschaften präzise zu bestimmen. Für diese Untersuchungen sind 10 % der Laufzeit der ersten Ausbaustufe bei einer integrierten Luminosität von insgesamt 100 fb−1 eingeplant. Mithilfe dieser Studien könnte die Top-Masse in einer vom theoretischen Standpunkt aus wohldefinierten Art und Weise genauer bestimmt werden als es in Hadronen-Collidern möglich ist. Weitere Ziele von CLIC wären die Messung der elektroschwachen Kopplungen des Top-Quarks an das Z-Boson und das Photon, da Abweichungen von den Vorhersagen des Standardmodells ein Hinweis für neue Physik wären. Auch die Beobachtung von Top-Zerfällen mit flavour changing neutral currents, den Flavour verändernden neutralen Strömen, am CLIC wären ein indirekter Hinweis auf neue Physik, da diese im Standardmodell am CLIC nicht auftreten dürfen.

### Neue Phänomene
CLIC könnte neue Physik entweder über indirekte Messungen oder direkte Beobachtungen entdecken. Signifikante Abweichungen von den vom Standardmodell vorhergesagten Eigenschaften der Teilchen in Präzisionsmessungen wären ein solches indirektes Signal. Diese indirekten Methoden geben Einsicht in Energieskalen weit über der erreichbaren Schwerpunktsenergie bis hin zu einigen zehn TeV.
Beispiele indirekter Messungen, die bei CLIC bei 3 TeV möglich wären sind: Nutzung der Produktion von Myon-Antimyon-Paaren, um Hinweise auf ein Z'-Boson (bis ca. 30 TeV) zu erhalten, das eine zusätzliche Eichgruppe anzeigt; Nutzung von Vektorboson-Streuung, um Einblicke in den Mechanismus der elektroschwachen Symmetriebrechung zu gewinnen; Verwendung der Kombination verschiedener Endzustände im Higgs-Zerfall, um die fundamentale oder zusammengesetzte Natur des Higgs-Bosons zu bestimmen (bis ca. 50 TeV).
Direkte Paarproduktion von Teilchen bis zu einer Masse von 1,5 TeV und die Produktion einzelner Teilchen bis zu einer Masse von 3 TeV sind ebenfalls möglich mit CLIC. Aufgrund weniger störender Hintergrundereignisse an Leptonen-Collidern wäre es am CLIC möglich, diese potentiellen neuen Teilchen mit hoher Genauigkeit zu vermessen. Beispiele solcher Teilchen, die CLIC direkt beobachten könnte, wären einige von der Supersymmetrie vorhergesagten: Charginos, Neutralinos und Sleptonen.

## Status
Im Jahr 2017 wurden ungefähr 2 % des jährlichen CERN-Budgets in die Entwicklung von CLIC investiert. Die erste Ausbaustufe des CLIC mit einer Länge von ungefähr 11 Kilometern wird schätzungsweise 6 Milliarden Schweizer Franken in Anspruch nehmen. CLIC ist ein internationales Projekt, zu dem mehr als 70 Institute in mehr als 30 Ländern beitragen. Es besteht aus zwei Kollaborationen: der CLIC detector and physics collaboration (CLICdp) und der CLIC accelerator study. CLIC ist momentan in der Entwicklungsphase, wobei neben Leistungsstudien für Beschleunigerteile und -systeme sowie Detektortechnologien auch Optimierungsstudien durchgeführt und Analysemethoden entwickelt werden. Parallel dazu arbeiten die Kollaborationen mit Gruppen aus der theoretischen Physik, um das physikalische Potential von CLIC zu erkunden.
CLIC hat zwei kurze Dokumente als Beitrag zum nächsten Update der European Strategy for Particle Physics (ESPP) eingereicht, die das Physik-Potential von CLIC sowie den Status der Beschleuniger- und Detektor-Projekte am CLIC zusammenfassen. Das Update der ESPP ist ein Prozess in der kompletten Physik-Community, der voraussichtlich im Mai 2020 mit der Publikation eines neuen Strategiepapiers abgeschlossen sein wird.
Detaillierte Informationen über das CLIC-Projekt finden sich in den CERN Yellow Reports über das Potential für neue Physik, den Durchführungsplan und Detektortechnologien. Ein Überblick wird im CLIC Summary Report von 2018 gegeben.